# Deutscher Falkenorden
Der Deutsche Falkenorden – Bund für Falknerei, Greifvogelschutz und Greifvogelkunde e. V. (DFO) ist der größte Interessenverband von Falknern in Deutschland. Er ist anerkannter Naturschutzverband. Der Deutsche Falkenorden wurde 1921 in Berlin gegründet und ist der weltweit älteste noch bestehende Falknerverband.

## Geschichte

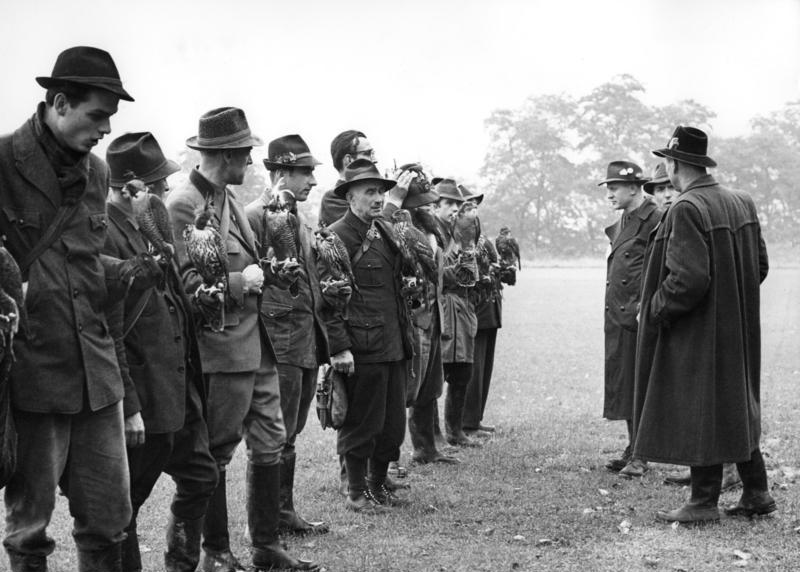
Falkner während der bundesweiten Tagung des DFO 1960 in Xanten

An der Falknerei interessierte Jäger, Ornithologen und Kulturwissenschaftler gründeten 1921 in Berlin den Deutschen Falkenorden. Die Gründungstagung fand am 26./27. Mai 1923 in Leipzig statt. Sie wollten damit die alte Kunst der Falknerei in Deutschland wiederbeleben und für den Greifvogelschutz werben. Die Bezeichnung Orden geht nach Angaben des Verbandes „auf den Zeitgeist des Gründungsjahres“ zurück und wird bis heute beibehalten.
Von 1967 bis 1972 war der Deutsche Falkenorden Mitglied im Deutschen Rat für Vogelschutz, dem Dachverband der Vogelschutzorganisationen in Deutschland. Der DFO wurde jedoch 1972 nach heftigen Debatten u. a. um die Jagd auf Vögel aus dem Verband ausgeschlossen. Im Zuge dieser Kontroverse trat 1974 der Deutsche Jagdschutz-Verband (DJV) aus dem DRV aus.
Die beiden anderen größeren deutschen Falknerverbände sind der bundesweit aktive Orden deutscher Falkoniere (ODF), gegründet 1962, sowie der Verband deutscher Falkner (VDF), gegründet 1990, aktiv vor allem in den ostdeutschen Bundesländern. Außer den drei großen Verbänden gibt es noch einige kleinere Falknervereine in Deutschland.

## Organisation
Der DFO ist ein gemeinnütziger Verein, der jedem offensteht, der sich für den Erhalt der Falknerei und für den Greifvogelschutz einsetzen möchte. Der DFO hat etwa 1.600 Mitglieder (Stand 2019) und ist der größte Falknerverband Deutschlands. Etwa die Hälfte der Mitglieder übt praktische Falknerei aus, der andere Teil sind Ornithologen, Tierärzte und anderweitig Interessierte.
Der Verein gibt seit 1929 ein Jahrbuch u. a. mit Berichten aus der praktischen Falknerei (Beizjagd), der aktuellen Greifvogelforschung sowie mit Abhandlungen über die aktuelle Rechtslage heraus. Der Vorstand versendet zweimal im Jahr das Mitteilungsblatt Tinnunculus mit Informationen über aktuelle Geschehnisse und Vereinsinterna. Neben von den Landesverbänden organisierten jährlichen sogenannten Landesbeizen veranstaltet der Bundes-DFO alle zwei Jahre eine Falknertagung, an der regelmäßig auch Gäste aus der ganzen Welt teilnehmen. Einige Landesverbände veranstalten Kurse zur Vorbereitung auf die Falknerprüfung.
Der DFO ist wie auch ODF und VDF Mitglied in der International Association for Falconry and Conservation of Birds of Prey (IAF).

### Falknerprüfung
In einigen Bundesländern organisieren die DFO-Landesverbände Vorbereitungskurse für die Falknerprüfung durch Falkner, Ornithologen, Rechtskundler und Tierärzte. Prüfungen können aktuell in Bayern, Hamburg, Berlin, Mecklenburg-Vorpommern, Niedersachsen, Hessen, Nordrhein-Westfalen, Saarland, Sachsen, Sachsen-Anhalt, Schleswig-Holstein und Thüringen abgelegt werden. Bei der Falknerprüfung werden geprüft:
- Greifvogelkunde und Greifvogelschutz
- Recht
- Greifvogelhaltung
- praktische Beizjagd und Versorgung des erlegten Wildes

## Greifvogelschutz
Der DFO hat sich durch das gezielte Züchten und Auswildern der in Deutschland in den 1970er Jahren in Nord- und Ostdeutschland ausgestorbenen Wanderfalken Anerkennung verschafft. Auch bei der Rettung, Aufnahme und Rehabilitation kranker oder verunfallter Greifvögel ist der DFO engagiert.